# Coco Solo

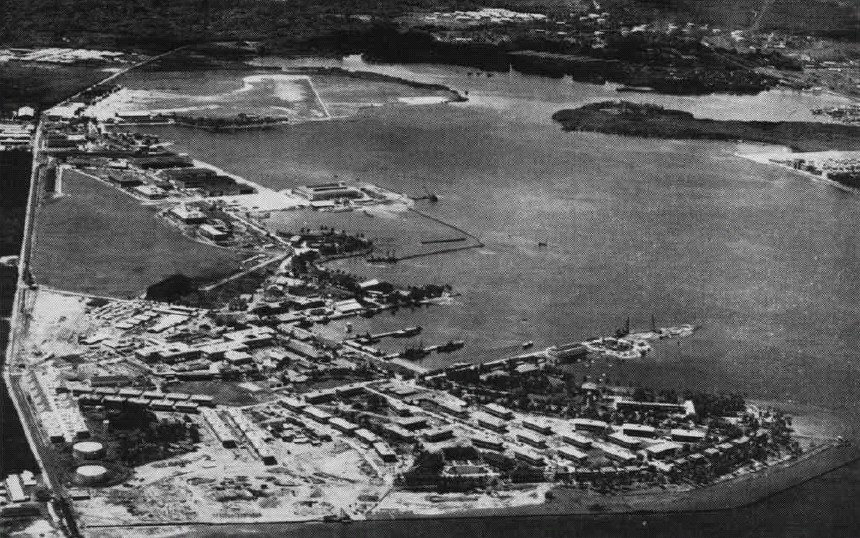
Ansicht der U.S. Naval Station Coco Solo im Jahre 1941

Coco Solo war eine U-Boot-Basis der United States Navy, welche 1918 im Atlantischen Ozean an der Nordwestseite der Panamakanalzone nahe Colón gegründet wurde.

## Geschichte
Coco Solo Hospital wurde im Sommer 1941 gebaut. Das Gebiet, welches zum zivilen Teil des Panamakanals gehörte, wurde mit der sogenannten Executive Order 8981 am 17. Dezember 1941 durch Präsident Franklin Roosevelt der Navy zugewiesen. Während des Zweiten Weltkriegs diente Coco Island zusätzlich als ein Stützpunkt eines P-38-Lightning-Flugzeuggeschwaders der Navy.
Ab den 1960er Jahren waren keine Schiffe der Navy mehr vor Ort, sondern nur noch Personal und Häuser. Coco Solo war ebenfalls Standort der Atlantic Side High School, Cristobal Jr Sr High, welche in den 1970er Jahren auch die High School für Panamaer aus Rainbow City waren.
Von den frühen 1980er Jahren bis zur Mitte der 1990er Jahre wurde Coco Solo von der US Navy, dem Marine Corps und der Army als Wohngebiet und administratives Gebiet für Operationen der nahe gelegenen Anlagen von Galeta Island benutzt.
Nach der Rückgabe des Panamakanals an Panama im Jahre 1999 beendete das US-Militär die Aktivitäten sowohl in Coco Solo als auch in Galeta Island.

## Wirtschaft
Coco Solo beherbergt derzeit zwei große Containerterminals, darunter das Manzanillo International Terminal, das größte Containerterminal in Lateinamerika.

## Persönlichkeiten
Der US-Senator John McCain wurde dort im Jahre 1936 im Navy Hospital auf der Coco Solo Naval Air Station geboren. 1948 wurde der Geophysiker Thomas H. Jordan in Coco Solo geboren.